# Local Area Transport
Local Area Transport (LAT) ist eine von Digital Equipment Corporation entwickelte Netzwerktechnik. Es verbindet zwischen DECserver (Terminalserver) und VAX- oder Alpha-Hosts über Ethernet. Es dient hauptsächlich dem Zugriff auf serielle Geräte, wie zum Beispiel Terminals und Drucker. Seit 1984 ermöglicht es durch die "Virtualisierung" des Terminalanschlusses auf dem Host, die Peripheriegeräte (Terminals und Drucker) in größerer Zahl und Entfernung zum Host zu verwenden, da die teuren lokalen Schnittstellen (z. B. VAX-BI-Interfacekarten) durch billigere Ethernetgeräte (Terminalserver) ersetzt und ergänzt werden konnten. Außerdem konnte damit zusätzliche Funktionalität realisiert werden, z. B. mehrere virtuelle Sessions an einem seriellen Terminal (z. B. VT220).